# Иль (река, впадает в Крюковское водохранилище)
Иль (Гиль; адыг. Иль) — горная река в Краснодарском крае России, впадающая в Крюковское водохранилище.

## Название
Этимология гидронима неясна. А. В. Твёрдый, В. Н. Ковешников и Дж. Н. Коков предполагают, что название возможно связано с монг. эль — «сверкающий, блестящий».

## Географические сведения
Длина реки — 47 км, площадь водосборного бассейна — 152 км².
Река берёт своё начало на северо-западных склонах горы Убиньсу на высоте 875 м. Устье — Крюковское водохранилище, возле х. Новоивановский.

## Гидрология
Для реки характерны зимние и весенние паводки и летне-осеннее мелководье.

## Экономика
Река (от истока) протекает через станицу Дербентская, посёлок Ильский, Красный и Новоивановский.

### Влияние человека
Раньше вдоль реки произрастали деревья, укреплявшие берега и полноводное русло. Однако после длительного бесконтрольного вывоза речного гравия река обмелела, рыба из неё ушла, а деревья погибли.

### Достопримечательности
На левом берегу реки Иль, у южной окраины посёлка Ильский, находится палеолитическая стоянка (возраст нижних слоёв — Микулинское межледниковье − начало позднего неоплейстоцена) первобытного человека «Ильская-2» — памятник республиканского значения.

## Топографические карты
- Лист карты L-37-XXVII Краснодар. Масштаб: 1 : 200 000. Указать дату выпуска/состояния местности.